# Віллі Кернен
Вільгельм "Віллі" Кернен (нім. Wilhelm "Willy" Kernen, 6 липня 1929, Ла-Шо-де-Фон — 12 листопада 2009) — швейцарський футболіст, що грав на позиції захисника за клуб «Ла Шо-де-Фон», а також національну збірну Швейцарії.
Дворазовий чемпіон Швейцарії. Шестиразовий володар Кубка Швейцарії. 

## Біографія

### Клубна кар'єра
Віллі є вихованцем футбольного клубу «Ла Шо-де-Фон», у складі якого він вперше зіграв у віці 16 років. Його дебют відбувся 29 квітня 1945 року в матчі чемпіонату Швейцарії проти «Серветта». З 1946 року грав під керівництвом граючого тренера Їржі Соботки.
У сезоні 1947-48 забив 11 голів в чемпіонаті, а його команда зайняла 4-е місце. У тому ж сезоні «Ла-Шо-де-Фон» вперше дійшов до фіналу кубка країни, в якому зустрівся з «Гренхеном». Переможець кубка визначився тільки у третьому матчі — після двох нічий «Ла Шо-де-Фон» розгромив свого опонента з рахунком 4-0. По дублю на свій рахунок записали Антенен і Кернен. У березні 1951 року Віллі з командою виграв свій другий Кубок Швейцарії, обігравши в фіналі «Локарно» — 3-2.
У 1954 і 1955 роках «Ла Шо-де-Фон» зробив дубль, двічі вигравши чемпіонат і кубок країни. У складі команди виступав протягом 18 сезонів, зігравши за цей час в чемпіонаті 391 матч і забив 47 голів. 

### Тренерська кар'єра
У 1962 році очолив клуб, за який грав всю кар'єру — «Ла Шо-де-Фон». Втім, тренував команду Кернер всього сезон, покинувши посаду головного тренера вже у 1963 році.
В тому ж 1963 році став головним тренером іншого швейцарського клубу «Ле-Локль», який очолював до 1966 року.

### Виступи за збірну
1950 року дебютував в офіційних матчах у складі національної збірної Швейцарії. Протягом кар'єри у національній команді, яка тривала 11 років, провів у її формі 41 матч, забивши 1 гол.
У складі збірної був учасником трьох чемпіонатів світу:
- 1950 року у Бразилії, був в заявці, але на поле не виходив[5].
- 1954 року у Швейцарії, де зіграв з Італією (2-1)[6] і (4-1)[7], з Англією (0-2)[8] і у чвертьфіналі з Австрією (5-7)[9].
- 1962 року у Чилі, був в заявці, але на поле не виходив[10].

Помер 12 листопада 2009 року на 81-му році життя.

## Титули і досягнення
- Чемпіон Швейцарії (2):

«Ла Шо-де-Фон»: 1953-1954, 1954-1955
- Володар Кубка Швейцарії (6):

«Ла Шо-де-Фон»: 1947-1948, 1950-1951, 1953-1954, 1954-1955, 1956-1957, 1960-1961